# Tropidolaemus huttoni
Tropidolaemus huttoni là một loài rắn trong họ Rắn lục. Loài này được Smith mô tả khoa học đầu tiên năm 1949.